# Another Suitcase in Another Hall
"Another Suitcase in Another Hall" là ca khúc từ vở nhạc kịch Evita do Tim Rice đặt lời và phần nhạc của Andrew Lloyd Webber.

## Phiên bản của Madonna

### Danh sách track (UK Limited Edition Jewel Case - 3 phim postcards)
1. Another Suitcase in Another Hall
2. You Must Love Me
3. Hello and Goodbye
4. Waltz for Eva and Che

### Danh sách track (slim case)
1. Another Suitcase in Another Hall
2. Don't Cry for Me Argentina (Miami Mix Edit)
3. You Must Love Me
4. Hello and Goodbye

### Danh sách track (UK CD promo)
1. Another Suitcase in Another Hall

## Phiên bản thay thế
- Soundtrack Version (3:32)
- Master Mix (3:34) In-House Promo
- TV Mix/Instrumental (3:34) In-House Promo
- Radio Edit (3:26) In-House Promo
- TV Radio Edit/Instrumental Edit (3:25) In-House Promo

## Bảng xếp hạng
| Bảng xếp hạng (1997)       | Vị trí cao nhất |
| -------------------------- | --------------- |
| Dutch Mega Single Top 100  | 91              |
| Irish Singles Chart        | 23              |
| Italian FIMI Singles Chart | 7               |
| Swedish Singles Chart      | 60              |
| UK Singles Chart           | 7               |

## Các bản cover
- Elaine Paige
- Marti Webb
- Siobhán McCarthy
- Jane Ohringer
- Grania Renihan
- Sharon Campbell
- Hayley Westenra